# Сонсонате
Сонсонате (исп. Sonsonate) — город в Сальвадоре, на реке Рио-Гранде-де-Сонсонате. Административный центр одноимённого департамента.

## История
Сонсонате — старейший город Сальвадора — был основан в 1524 году. В колониальный период являлся важным центром торговли какао. В 1833—1834 годах город был столицей Соединённых Провинций Центральной Америки.

## Экономика
В настоящее время Сонсонате — центр основного сельскохозяйственного района Сальвадора. Здесь выращиваются тропические фрукты, кофе, сахарный тростник. Имеются предприятия кожевенной, табачной и пищевой промышленности.